# Corps de rupture
En mathématiques et plus précisément en algèbre, dans le cadre de la théorie des corps commutatifs, un corps de rupture d'un polynôme irréductible P(X) à coefficients dans un corps commutatif K est une extension minimale de K contenant au moins une racine du polynôme. on parle aussi du corps obtenu par adjonction au corps K d'une racine de P.
On démontre qu'avec la définition choisie, si P(X) est un polynôme irréductible, tous les corps de rupture de P(X) sont isomorphes à K[X]/(P(X)), quotient de l'anneau commutatif K[X] des polynômes à une indéterminée et à coefficients dans K  par l'idéal engendré par le polynôme P(X), que l'on peut voir aussi comme l'anneau des restes de la division euclidienne de ces polynômes par P(X). Ce quotient fournit une construction d'un corps de rupture de P.
Ce corps peut ne pas contenir l'intégralité des racines de P, c'est-à-dire que P ne se décompose pas forcément en produit de facteurs du premier degré sur K[X]/(P(X)). Mais il est alors possible de réitérer l'opération jusqu'à ce qu'une extension finie contenant toutes les racines de P soit construite. On obtient par ce procédé le corps de décomposition de P, et plus généralement celui d'un polynôme quelconque (non nécessairement irréductible).
Cette terminologie n'est pas toujours utilisée : étudier le corps de rupture de P revient en effet à étudier le quotient K[X]/(P(X)), et cette notation suffit à de nombreux auteurs, sans qu'un nom spécifique soit utilisé. Plus rarement certains utilisent l'expression « corps de rupture » pour désigner une autre notion (voir section autres définitions).

## Définition
Soient K un corps, L une extension de K et α un élément de L.
- La sous-extension engendrée par α (le plus petit sous-corps de L contenant K et α) se note K(α). C'est l'extension simple de K par α.
- Si α est racine d'un polynôme irréductible P à coefficients dans K, alors α est algébrique sur K, et P est, à un inversible près, le polynôme minimal de α sur K.

Définition — Un corps de rupture d'un polynôme P irréductible sur K est une extension simple de K par une racine de P.
Par exemple le polynôme X2 + 1 est irréductible sur le corps ℝ des nombres réels. Un corps de rupture de ce polynôme est ℂ,  corps des nombres complexes, puisque  i, racine de ce polynôme appartient à ℂ, et que tout corps qui contient ℝ et i contient ℂ.
La définition est parfois étendue  à un polynôme quelconque P (pas forcément irréductible) dans les mêmes termes : une extension simple par une racine de P.  

### Dans un sur-corps
Pour L sur-corps de K et α ∈ L, l'ensemble des éléments de L qui s'écrivent Q(α), où Q est un polynôme à coefficients dans K, c'est-à-dire des combinaisons linéaires des puissances de   α à coefficients dans K, est noté K[α]. C'est aussi, comme on le vérifie facilement, le sous-anneau engendré par K et α. Il est contenu dans tout corps contenant K et α. Quand α est racine de P, polynôme irréductible de K[X] de degré n, on a :
- tout élément de K[α], qui peut donc s'écrire Q(α), est représenté par un polynôme de degré au plus n – 1. Il suffit de prendre le reste de la division euclidienne de Q par P. Cette représentation est unique, sinon, par différence, on obtiendrait un polynôme de degré au plus n – 1 dont α est racine, ce qui est contradictoire avec l'irréductibilité de P.
- tout élément non nul de K[α] est inversible dans K[α]. En effet, un tel élément s'écrit Q(α) et, P étant irréductible, l'identité de Bézout dans K[X] assure de l'existence de deux polynômes U et V tels que

U(α)Q(α) + V(α)P(α) = 1,
soit, comme P(α) = 0, U(α) est l'inverse de Q(α).
L'anneau K[α] est alors un corps, et donc K[α] = K(α), est un corps de rupture de P sur K. De plus une base de ce corps, en tant qu'espace vectoriel sur K est (1, α, α2, … , αn–1) (comme toute extension E de K ce corps a une structure d'espace vectoriel sur K pour l'opération d'addition et le produit par les éléments de K). Le degré de l'extension K(α) de K, noté [K(α):K], qui est la dimension de cet espace vectoriel, est donc égal à n, le degré du polynôme.

### Calculs dans un corps de rupture
Dans l'étude précédente on s'aperçoit que, quand on représente les éléments du corps de rupture K(α) de P sur K par des polynômes en α de degré strictement inférieur à celui de P, les calculs de la somme, du produit et de l'inverse sont indépendants du choix de α, et ne dépendent que de P.
- La somme est la somme polynomiale usuelle ;
- le produit est le reste du produit polynomial divisé par P ;
- l'inverse se calcule grâce à l'identité de Bézout dans K[X] (et l'algorithme d'Euclide étendu permet de le calculer efficacement).

### Construction par adjonction de racine
Il est possible de construire un corps de rupture de P sans supposer l'existence d'une extension de K, contenant une racine de P : c'est l'anneau des restes obtenus par division euclidienne des polynômes de K[X] par P, noté K[X]/(P). Le polynôme P étant de degré n, c'est l'anneau des polynômes de degré au plus n – 1, muni des opérations (addition, multiplication) définies par les règles de calcul du paragraphe précédent, les neutres restent 0 et 1. On montre qu'il s'agit bien d'un anneau, puis que celui-ci est un corps en utilisant que P est irréductible et l'identité de Bézout (comme au paragraphe précédent). Dans cette construction, le monôme X devient racine de P. On dit que le corps de rupture a été construit par adjonction au corps K d'une racine de P.
Plus abstraitement K[X]/(P) se définit comme l'anneau quotient de K[X] par l'idéal engendré par P noté (P), qui est premier non nul (P étant irréductible) donc maximal, K[X] étant un anneau principal (car euclidien) ; l'anneau K[X]/(P) est alors un corps. Chaque classe d'équivalence de K[X]/(P) contient un et un seul polynôme de degré au plus n – 1 : on retrouve ainsi la construction précédente et ses règles de calcul.
Le corps ainsi construit est une extension de K (les éléments de K correspondent aux classes des polynômes constants), qui contient une racine de P : la classe d'équivalence de X, soit α = X. On a alors K[X]/(P) = K(α), qui est donc bien un corps de rupture de P.
Les remarques de la section précédente se traduisent formellement de la façon suivante :
- Soit K un corps, P un polynôme irréductible sur K, et L une extension de K dans laquelle P possède au moins une racine notée β, alors il existe un unique morphisme f de corps (forcément injectif) de K[X]/(P) dans L tel que, si a ∈ K, f(a) = a et f(X) =  β.

En effet, il existe un seul morphisme d'anneaux de K[X] dans L qui envoie K sur lui-même et X sur β. L'idéal engendré par P(X) est dans le noyau du morphisme, on obtient donc, par le théorème de factorisation, un morphisme d'anneaux f  de K[X]/(P) dans L ayant les propriétés souhaitées. Il est injectif car L est un corps. Il est le seul ayant ces propriétés car tout élément de K[X]/(P) est une combinaison linéaire sur K des puissances de X, et donc f est déterminée par ses valeurs sur K et pour X. 
Cette propriété assure en particulier que tout corps de rupture  de P sur K est isomorphe à K[X]/(P) (avec les notations précédentes, on prend L = K(β) et l'image du morphisme construit précédemment est un sous-corps de L contenant K et β, c'est donc L tout entier).

### Exemples
- On a déjà vu le corps des complexes, qui est le corps de rupture de X2 + 1 (polynôme n'ayant aucune racine dans ℝ) et peut donc se construire comme  ℝ[X]/(X2 + 1) (voir nombre complexe).
- Le polynôme X3 – 2 ne possède pas de racine dans le corps ℚ des nombres rationnels, mais il en possède une dans ℝ : le réel 3√2. On vérifie que le sous-corps ℚ(3√2) de ℝ est l'ensemble de tous les réels qui s'écrivent a + b 3√2 + c 3√4 avec a, b et c rationnels. Il est de degré 3. Cependant cette extension ne contient pas toutes les racines du polynôme. En effet, il en existe deux ayant une composante complexe et qui ne sont pas éléments de ce corps, à savoir 3√2 j et 3√2 j2 où j et j2 sont les deux racines cubiques de l'unité distinctes de 1. On vérifie que le corps des complexes contient trois corps de rupture de X3 – 2 : ℚ(3√2) déjà mentionné, ℚ(3√2 j) (qui est l'ensemble des complexes de la forme a + b 3√2 j + c 3√4 j2 avec a, b et c rationnels), et ℚ(3√2 j2) (définition analogue). Tous sont bien de degré 3, ils sont isomorphes deux à deux et à ℚ[X]/(X3 – 2), mais aucun n'est un corps de décomposition de X3 – 2 (plus petit corps contenant toutes les racines du polynôme). On obtient celui-ci en réitérant la construction d'un corps de rupture.
- Un corps de rupture d'un polynôme irréductible peut être aussi un corps de décomposition de celui-ci, même si le degré du polynôme est strictement supérieur à 2. C'est le cas pour le corps de rupture sur ℚ du polynôme X4 + X3 + X2 + X + 1, dont les racines sont les 4 racines cinquièmes de l'unité distinctes de 1 : si α est l'une d'entre elles, les 4 racines sont α, α2, α3, α4 (voir aussi polynôme cyclotomique).
- Tout corps fini peut être construit comme corps de rupture d'un polynôme irréductible sur un corps fini premier ℤ/pℤ (p nombre premier).  Un corps de rupture de P (irréductible) sur un corps fini est toujours un corps de décomposition de P.

## Propriétés

### Existence et unicité
La construction de K[X]/(P(X)) a permis de montrer l'existence d'un corps de rupture, et la propriété associée que tout corps de rupture lui était isomorphe. L'étude dans un sur-corps de K contenant une racine de P est valide dans K[X]/(P(X)). On a donc le théorème suivant.
Existence et unicité — Soit P un polynôme irréductible de degré n sur K, alors il existe un corps de rupture pour P, unique à isomorphisme près : c'est le corps K[X]/(P(X)). De plus, cette extension est de degré n, et c'est une sous-extension de toute extension où P possède une racine.
L'irréductibilité du polynôme P est nécessaire pour prouver l'unicité d'une extension minimale contenant une racine du polynôme. Un produit de deux polynômes irréductibles de degrés différents sur K aura, d'après ce qui précède, deux extensions de degrés différents sur K et donc non isomorphes. Même si les degrés sont les mêmes, les corps ne sont pas forcément isomorphes. Par exemple pour le polynôme P(X) = X4 – X2 – 2 = (X2 + 1)(X2 – 2), il existe deux extensions de ℚ de degré minimal contenant une racine de P : ℚ[i] et ℚ[√2]. Ces deux extensions ne sont pas isomorphes.

### Propriétés caractéristiques
Un corps de rupture F d'un polynôme irréductible P de degré n sur K est, de façon équivalente  :
- une extension simple de K par une racine de P ;
- une extension de K contenant au moins une racine de P et de degré n sur K ;
- une extension de K contenant au moins une racine de P et de degré minimum sur K ;
- une extension minimum de K contenant au moins une racine de P, « minimum » signifiant que c'est une sous-extension de toutes les autres ;
- une extension minimale de K contenant une racine de P, « minimale » signifiant qu'aucun sous-corps propre de F ne contient de racine de P.

### Morphismes et racines
Soit L un sur-corps de K contenant toutes les racines de P. À chaque racine α de P correspond un corps de rupture K(α) de P dans L (voir la section Construction par adjonction de racine). À deux racines distinctes, peuvent correspondre le même corps de rupture, mais on a vu qu'une racine permettait de définir un unique morphisme de corps de K(X)/(P) dans L laissant K invariant (donc de n'importe quel corps de rupture dans L). Il y a donc une correspondance bijective entre les racines de P dans L et les morphismes de K(X)/(P) dans L.
En particulier, si P est de degré n, il existe au plus n morphismes de K(X)/(P) dans L.
Si de plus P est scindé et a toutes ses racines simples dans L alors il existe exactement n morphismes de  K(X)/(P) dans L.
Un polynôme sur K est dit séparable s'il n'admet pas de racine multiple dans une clôture algébrique de K (ce qui équivaut à dire qu'il est premier à son polynôme dérivé). Quand le polynôme irréductible P de degré n est séparable, il y a donc exactement n morphismes de K dans une clôture algébrique de K, ou dans tout corps L sur lequel P est scindé. Un polynôme irréductible est toujours séparable sur un corps parfait, comme le corps des rationnels, le corps des réels et plus généralement tout corps de caractéristique nulle, mais aussi tout corps fini (voir l'article sur les extensions séparables).

## Autres définitions
Chez beaucoup d'auteurs, la construction et les propriétés données ci-dessus sont traitées dès les premiers paragraphes sur la théorie des corps, mais sans donner de nom spécifique aux extensions K(α) de K, obtenues par adjonction d'une racine α d'un polynôme P irréductible sur K. Il s'agit en fait essentiellement de donner la construction et les propriétés de  K[X]/(P).
Par ailleurs, on rencontre parfois d'autres notions sous la dénomination « corps de rupture ». Certains appellent « corps de rupture » tout corps dans lequel le polynôme possède une racine. Selon cette acception ℝ serait un corps de rupture du polynôme X3 – 2. D'autres appellent corps de rupture d'un polynôme P non constant tout corps de degré fini sur K dans lequel P est scindé. On trouve une définition proche de celle-ci où le corps de rupture d'un polynôme P est le corps engendré par K et l'ensemble des racines de P (appelé plus usuellement corps de décomposition ou corps des racines de P).